# Frank von Behren
Frank von Behren (Hille, 28 de setembro de 1976) é um ex-handebolista profissional alemão.